# Clase Petropavlovsk

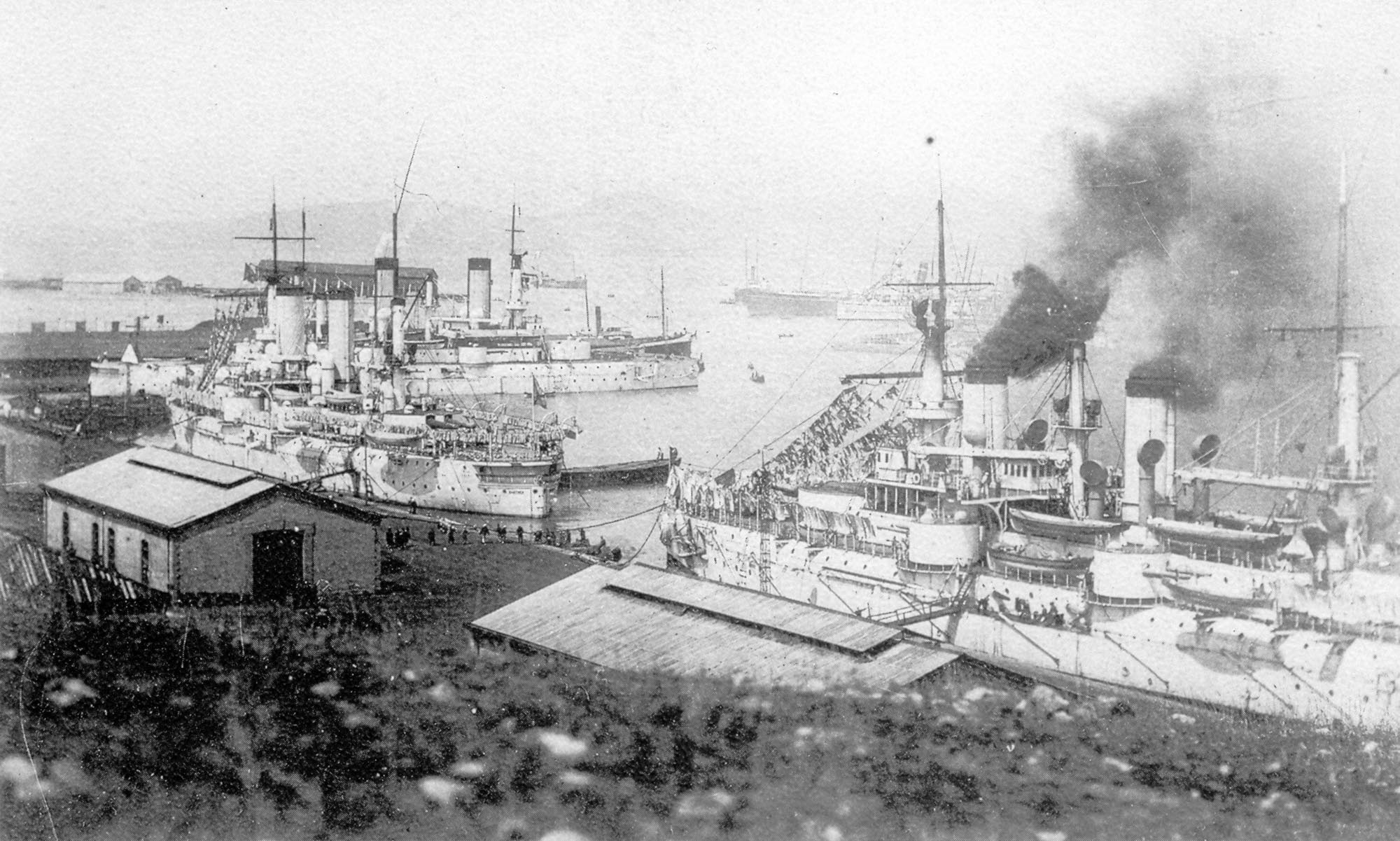
Acorazados Sevastópol, Poltava y Petropávlovsk en Port Arthur 1903

La clase Petropávlovsk estaba compuesta por tres acorazados pre-dreadnought construidos para la Armada Imperial Rusa. Los tres buques, participaron y se perdieron en la guerra ruso-japonesa. Dos fueron destruidos, y el restante, fue capturado por los japoneses.

## Buques
- Petropávlovsk (Петропавловск) – nombrado en recuerdo de la batalla de Petropávlovsk de la Guerra de Crimea, fue puesto en grada en los astilleros Galerny de San Petersburgo, en mayo de 1892, botado en noviembre de 1894 y asignado en 1897. Fue transferido a la flota rusa del Pacífico en 1901, y fue el buque insignia del almirante Stepán Makárov. Fue hundido por minas japonesas el 31 de marzo de 1904. El almirante  Makárov y su invitado, el artista ruso Vasili Vereshchaguin, desaparecieron con el barco.[1]

- Poltava (Полтава) – nombrado en memoria de la batalla de Poltava, construido por los nuevos astilleros del Almirantazgo (Admiraltéiskie verfi) en San Petersburgo, fue puesto en grada en 1892, botado en noviembre de 1894 y asignado en 1897 con base en Port Arthur. El buque, participó en la Batalla del Mar Amarillo en 1904, de la que consiguió escapar, aunque fue hundido más tarde durante el asedio de Port Arthur. Fue posteriormente reflotado y sirvió en la Armada Imperial japonesa con el nombre de Tango. Durante la Primera Guerra Mundial, fue devuelto por Japón al que en ese momento era su aliado, Rusia en 1916, fue renombrado Chesma (Чесма), en memoria de la Batalla de Chesma), y transferido al Ártico. Fue capturado por los británicos en Múrmansk durante la invasión aliada del norte de Rusia durante la Guerra civil rusa, pero tan dañado, que no fue reparado. Terminó desguazado en 1923.

- Sevastópol (Севастополь) – nombrado en honor a la ciudad de Sebastopol, fue construida por el astillero Galerny de San Petersburgo, fue puesto en grada en 1892, botado en junio de 1895, y asignado en 1897 con base en Port Arthur. Participó en la Batalla del mar Amarillo, en la que  consiguió escapar, y posteriormente hundido durante el asedio de Port Arthur.